# Barbara Toch
Barbara Toch (* 27. Januar 1950 in Dresden) ist eine deutsche Malerin und Grafikerin.

## Leben und Werk
Barbara Toch machte 1968 in Dresden das Abitur mit Berufsausbildung als Mechanikerin. Sie studierte danach bis 1973 bei Werner Tübke, Hans Mayer-Foreyt und Wolfgang Mattheuer an der Hochschule für Grafik und Buchkunst Leipzig Malerei und Grafik. Seitdem ist sie als freischaffende Künstlerin tätig, bis 1977 in Leipzig und danach in Gera. In der DDR betätigte sie sich neben ihrer eigenen künstlerischen Arbeit ab 1978 als Leiterin von volkskünstlerischen Zirkeln und ab 1984 als Leiterin der Bezirksförderklasse für Malerei. Sie war u. a. auf den zentralen Ausstellungen „Junge Künstler der DDR“ (1974, Galerie Junge Kunst, Frankfurt/Oder) und „Grafik in den Kämpfen unserer Tage“ (1986, Kloster Unser Lieben Frauen, Magdeburg) vertreten.
1992 gehörte Barbara Toch in Gera zu den Gründern der Künstlergruppe schistko jedno. Von 1994 bis 1989 war sie als Mitinitiatorin Mitglied der Produzentengalerie Kunst Raum Gera. Seit 2008 ist sie Mitglied der Atelier Galerie Uferlos. 1997 erhielt sie ein Arbeitsstipendium des Freistaats Thüringen und 2013 ein Stipendium der Erfurter Bildkunststiftung für ein Projekt zu Charlotte Grasnick.
Barbara Toch hatte eine Anzahl von Personalausstellungen und Ausstellungsbeteiligungen im In- und Ausland. Arbeiten der Künstlerin befinden sich in öffentlichen und privaten Sammlungen, u. a. im Museum Schloss Burgk in Zeitz.

## Mitgliedschaften
- bis 1990 Verband Bildender Künstler der DDR
- seit 1991 Verband Bildender Künstler Thüringen e.V.

## Rezeption
„Barbara Toch gehört zu den interessantesten KünstlerInnen Thüringens. Ihre Werke sind durch die geheimnisvolle Verbindung von Gegenständlichem und Abstrakten, von Altem und Neuem, Realem und Fiktiven gekennzeichnet und entführen die BetrachterInnen in imaginäre Bildwelten, die unsere Wirklichkeit auf abstrakte Art und Weise ästhetisch abbilden. Zeichnerisch elegant, malerisch virtuos und technisch perfekt entstehen illusionistische Räume, die die Unendlichkeit digitaler Welten ebenso reflektieren wie sie auf die Alten Meister rekurrieren. Trotz malerischer Abstraktion sieht man den Werken das handwerkliche Können der Künstlerin an.“

## Werke (Auswahl)
- Zeitfluss (Mischtechnik auf Papier, 160 × 140 cm, 1999)[2]
- ein spiel (Farblithografie, 58 × 38 cm, 2006)[3]

## Personalausstellungen der jüngsten Zeit
- 2017: Gera, Neue Galerie für zeitgenössische Kunst („Matrix“)[4]
- 2018: Weimar, Galerie Profil[5]
- 2019: Weimar, Galerie Profil („Mare nubium“)
- 2019: Quedlinburg, Hofgalerie Blauer Stern (mit Wolfgang Schwarzentrub, Elvira Franz und Ekkehard Franz)
- 2020: Zeitz, Schloss Burgk („Mondhell“)[6]
- 2020: Gera, Neue Galerie für zeitgenössische Kunst (Malerei, Zeichnung, Installation)[7]
- 2020: Gera, Kunstverein Gera („Korrespondenzen“)
- 2020/21: Erfurt, Angermuseum („Netzhaut“)[8]